# 스트림 예약 프로토콜
스트림 예약 프로토콜(영어: Stream Reservation Protocol, SRP)은 진입 제어를 구현하는 이더넷 확장판이다. 2010년 9월에 SRP는 IEEE 802.1Qat로 표준화되었다.(이후에 IEEE 802.1Q와 통합되었다.) SRP는 OSI 모델의 제2계층(데이터 링크 계층)에서 스트리밍의 개념을 정의한다.